# 노정기
노정기(盧正基, 1934년 10월 8일 일본 오사카 출생 ~ )는 대한민국의 군인, 외교관 겸 정치인이다.

## 생애

### 생애 초기
하나회 첫 기수 구성원 가운데 일원이기도 한 그의 본관(관향)은 광주(光州)이며 일본 오사카에서 출생하여 지난날 한때 일본 교토에서 잠시 유아기를 보낸 적이 있는 그는 1945년 8·15 광복 후 미 군정 조선에 귀국하여 전라남도 장흥을 거쳐 경상남도 진주에서 성장하였다.

### 참전 이력
- 1966년에서 1967년까지 베트남 전쟁에 1년간 참전.

### 주요 이력
- 1967년 육군 제1공수특전여단 예하 대대장(당시 육군 중령 신분).
- 1968년 육군 특수전사령부 제1공수특전여단 예하 대대장.
- 1969년 육군 수도사단 예하 보병 연대 포병대대장.
- 1970년 육군 수도사단 예하 기갑 연대장 보임과 동시에 육군 대령 진급.
- 1970년 육군본부 군수참모부 선임장교.
- 1970년 육군본부 군수참모부 군수과 과장.
- 1971년 육군 수도경비사령부 군수참모.
- 1973년 육군 수도경비사령부 공병참모.
- 1975년 육군공병학교 교수부 부장.
- 1976년 육군본부 공병감.
- 1977년 육군본부 공병감 재직 시에 육군 준장 진급.
- 1978년 육군 제2공병여단장.
- 1980년 한미연합사령부 공병참모부 부장 보임과 동시에 육군 소장 진급.
- 1982년 미국 주재 대한민국 대사관 육군 무관.
- 1984년 국방부 군수차관보 직무대리(1984년 12월 21일).
- 1985년 국방부 군수차관보 직무대리 직위 재직 시 대한민국 육군 소장 예편(1985년 2월 20일).
- 1985년 국방부 군수차관보 직무대리 직에서 국방부 정무차관보 직무대리 직으로 전임(1985년 5월 31일).
- 1985년 미국 주재 대한민국 대사관 정무공사(1985년 7월 20일).
- 1989년 필리핀 주재 대한민국 대사관 대사(1989년 1월 31일).
- 1992년 외무부 본부 대사(1992년 1월 31일).
- 1993년 외무부 외교안보연구원 연구위원장(1993년 1월 31일).
- 1994년 외무부 외교안보연구원 연구위원장 직위 퇴임(1994년 6월 1일).
- 2000년 자유민주연합 당무위원 겸 외교안보행정특임고문(2000년 6월 11일).
- 2001년 자유민주연합 당무위원 겸 외교안보행정특임고문 직위 퇴임(2001년 1월 8일).